# Alfred Wiener
Alfred Wiener (Potsdam, 16 marzo 1885 – Londra, 4 febbraio 1964) è stato uno storico e giornalista tedesco, fondatore della Wiener Library.

Studioso ebreo tedesco, ricoprì varie posizioni presso L'ufficio informazioni ebraico centrale (JCIO). Tuttavia viene soprattutto ricordato per essere il fondatore dell'omonima Wiener Library, ovvero il più antico archivio storico sull'olocausto ebraico del XX secolo.

## Biografia
All'età di 18 anni iniziò a studiare teologia a Berlino, presso l'Istituto superiore per gli studi ebraici. Studiò anche storia e filosofia orientale sempre a Berlino.

Nel 1915, dopo l’inizio della prima guerra mondiale, Wiener si arruolò nell'esercito tedesco, conferendo una medaglia al merito militare.

Dopo la guerra iniziò a lavorare per conto del JCIO facendo rapidamente carriera, prima come redattore, poi come vice presidente.
Wiener ricoprì anche vari incarichi nel direttivo, finché nel 1933 non abbandonò la Germania.

Nel 1926 si recò in Palestina per conto del JCIO. Al suo rientro scrisse un saggio critico, in cui ha descriveva la zona degli insediamenti sionisti.

Nel 1933, mentre il governo nazista di Hitler saliva al potere, Wiener si rifugiò ad Amsterdam dove aprì un altro ufficio del JCIO, il cui scopo principale era quello di raccogliere informazioni sulle attività antisemite, sia in Germania che nel resto d'Europa.

Nel 1939, Wiener lasciò Amsterdam per trasferirsi definitivamente a Londra. Purtroppo sua moglie, e parte della famiglia, non riuscì a raggiungerlo in tempo in Inghilterra, e alcuni componenti furono catturati e deportati. Tuttavia, alcuni membri della famiglia Wiener sopravvissero alla prigionia, ma sua moglie morì poco dopo la liberazione dal campo di concentramento di Bergen-Belsen.

Durante tutta la seconda guerra mondiale Wiener continuò la sua attività di ricerca a Londra, raccogliendo ogni sorta di materiale informativo sulla condotta della Germania nazista per il centro informazioni JCIO che divenne, come noto, la Biblioteca Wiener.

Alfred Wiener morì il 4 febbraio 1964 all'età di 78 anni.

## Onorificenze
Al suo 70º compleanno, nel 1955, gli fu conferita la più alta onorificenza della Germania occidentale, la Grande Croce dell'Ordine al Merito (Grosses Verdienstkruz des Verdienstordens), per aver fondato della Biblioteca Wiener e per l’opposizione ai governi nazisti, ma soprattutto per la sua disponibilità a stabilire dei legami con le nuove generazioni in Germania.